# 渡会喬久
渡会 喬久（わたらい たかひさ）は、江戸時代後期の大和国芝村藩の家老・画家。通称は采男。

## 生涯
文政8年（1825年）11月17日、芝村藩主・織田長宇の七男として大和芝村において誕生。
庶子であることから渡会姓を与えられて、芝村藩士になった。知行は70石、後に80石になった。芝村藩の用人や中老職として、芝村藩主織田長恭・長易父子を補佐し、藩政に参加した。俳句や南画を嗜み、雪山などの雅号を用いた。芝村周辺では南画の三筆として知られた。
明治29年（1896年）7月10日、死去。享年72。養子・渡会易簡は、甥の藩主長易の次男である。